# Erizo (arma)

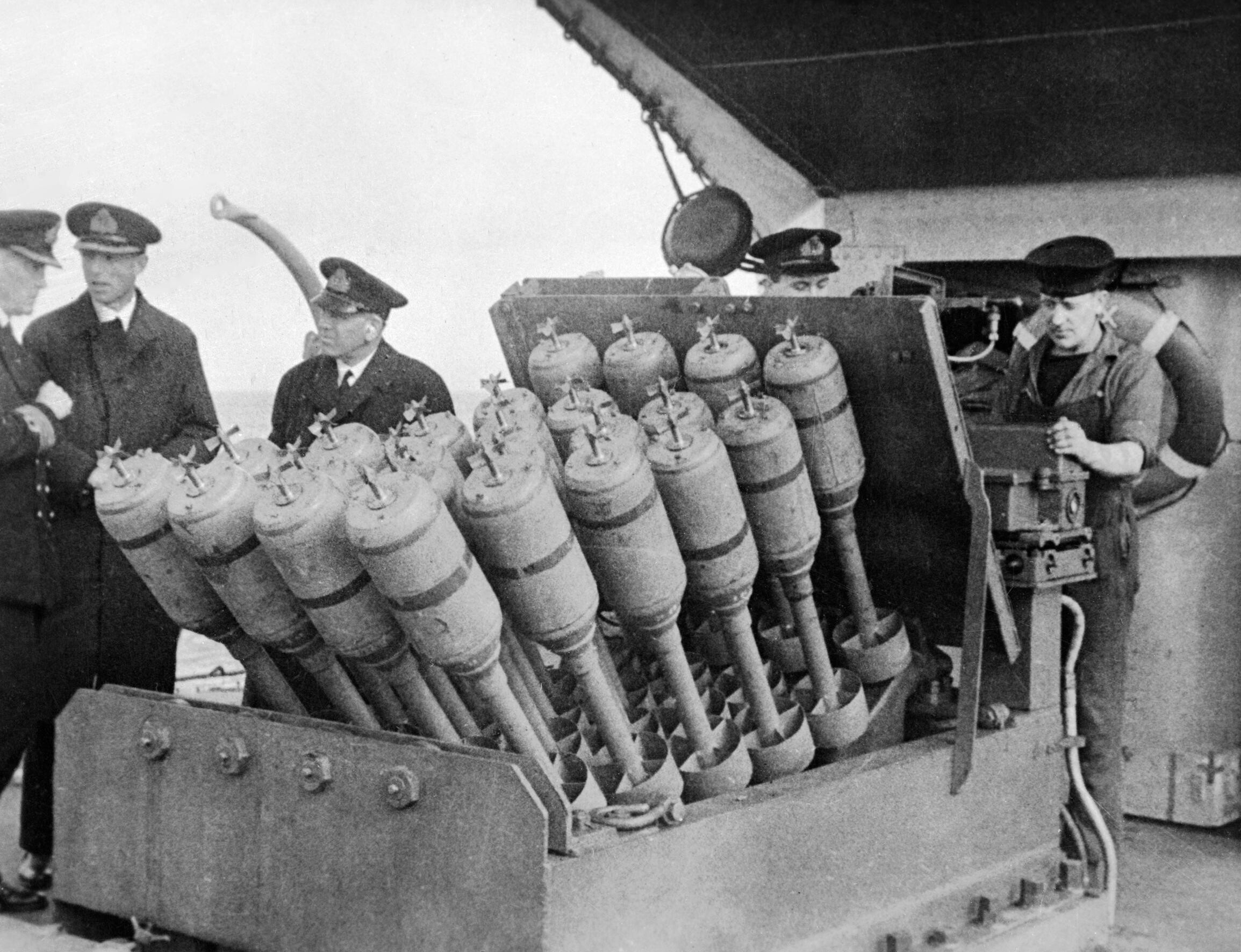
Mortero antisubmarino británico Hedgehog (erizo), de la Segunda Guerra Mundial.

El Erizo (Hedgehog en inglés), es un arma antisubmarina desarrollada por la Marina Real británica durante la Segunda Guerra Mundial. Fue desplegada en los buques de guerra que escoltaban a los convoyes, tales como destructores, fragatas, balandras y corbetas como complemento a las cargas de profundidad. El arma funcionaba disparando un pequeño número de proyectiles de mortero de espiga. Eran disparados al mismo tiempo que se lanzaban las cargas de profundidad. Las bombas de mortero estallaban por impacto, mientras que las cargas lo hacían a una profundidad programada.

## Historia

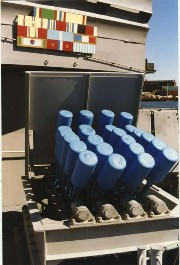
Mortero antisubmarino Hedgehog (erizo) cargado con munición de práctica, en torno al 2002.

Esta arma, desarrollada a partir de la bombarda Blacker creada por el teniente coronel Stewart Blacker, recibió su nombre debido a que cuando estaban descargadas, las espigas en las que encajaban los proyectiles les hacían parecer un erizo. El Erizo también era conocido como Lanzador Antisubmarino cuando se encontraba en fase de desarrollo por la Departamento de Desarrollo de Armas Diversas (DMWD). Entró en servicio en 1943.
Los erizos fueron reemplazados en las nuevas embarcaciones de la Royal Navy por el más efectivo mortero Squid (calamar) en 1943. El Squid fue posteriormente reemplazado por el mortero de tres tubos Limbo. Los Estados Unidos fabricaron una versión de cohetes del erizo llamada Mousetrap (ratonera). Los Estados Unidos desarrollaron posteriormente el Arma Alfa como reemplazo de los erizos y del Mousetrap. Los Erizos permanecieron en servicio en la US Navy durante la Guerra Fría, hasta que ambas armas fueron substituidas por el ASROC.
El erizo, también fue adaptado con un lanzador de 7 proyectiles para usarlo en los tanques Matilda II que servían en las fuerzas australianas.
Desde 1949 se produjo una copia de los erizos en la Unión Soviética, designada MBU-200. Posteriormente, en 1956, se desarrolló el MBU-600 con un alcance ampliado a 600 m.

## Descripción
Técnicamente, se definen como morteros de espiga, inventados por el teniente coronel Blacker de la Artillería del Ejército británico. La carga que impulsaba el proyectil detonaba dentro de un cuerpo tubular en la cola del proyectil al impactar contra una barra (la espiga), fijada en una placa base. 
Los erizos disparaban una salva de 24 proyectiles en arco, que caían sobre el mar en un patrón circular o elíptico de unos 30 metros de diámetro a una distancia de unos 230 metros del atacante. Originalmente iban en montajes fijos, pero fueron reemplazados posteriormente por otros giroestabilizados.
El lanzador tenía cuatro receptáculos con seis espigas cada uno. La secuencia de disparo estaba prevista para que los proyectiles cayesen sobre el agua simultáneamente. La recarga del arma tomaba unos 3 minutos.
Los erizos tenían cuatro ventajas frente a las cargas de profundidad:
1. Un ataque fallido no ocultaba al submarino al sonar. Cuando una carga de profundidad explota, las turbulencias provocadas pueden tardar 15 minutos en desaparecer, con lo cual el submarino queda oculto al sonar y puede escapar. Los proyectiles del erizo sólo estallan al impacto, con lo cual no ocultan al submarino.
2. Al contrario que con las cargas de profundidad, no es necesario saber a qué profundidad navega el submarino atacante. Las armas de proximidad, como las cargas de profundidad, han de ser programadas para estallar a una profundidad determinada.
3. Hasta que estuvo disponible un sonar que determinara la profundidad del submarino (1943 en la Royal Navy), había un periodo de tiempo en el que el atacante no sabía qué hacía su objetivo. Los comandantes de U-Boot llegaron a ser auténticos expertos en determinar los cambios de dirección y velocidad en esos periodos, con lo que evitaban los ataques. Los erizos no daban lugar a estos periodos, por lo que no podían ser evitados.
4. El impacto directo de 1 o 2 proyectiles del erizo era suficiente para hundir un solo submarino, mientras que con cargas de profundidad, eran necesaria una acumulación de daños (se lanzaron 678 cargas de profundidad al U-427 en abril de 1945 sin lograr hundirlo). Las cargas de profundidad estallan en las proximidades del blanco y es la onda expansiva subacuática la que daña al buque, y ésta, se disipa en poco espacio.

Sin embargo, los erizos carecían de la ventaja del daño acumulativo de las sucesivas explosiones producidas a distancias en las que no eran letales para los submarinos enemigos, pero que forzaban a éstos a retornar a su base para efectuar reparaciones de pequeña o mediana importancia.
Los erizos tenían mucho más éxito que las cargas de profundidad  porcentualmente (25% contra el 7%). El  USS England (DE-635) hundió seis submarinos japoneses en mayo de 1944 con un erizo.

## Características
Para un único proyectil
- Calibre: 178 mm  (7 pulgadas)
- Peso: 29 kg (65 lb)
- Explosivo: 13,6 kg (30 lb) TNT o 16 kg (35 lb) Torpex
- Alcance: 200 a 259 m
- Velocidad de hundimiento: 6,7 a 7,2 m/s  (22 a 23,5 pies/s)

### Variantes
- Mark 10: disposición en un patrón elíptico de 36,5 x 42 metros a un alcance de 182 metros.
- Mark 11: disposición en un patrón circular de 60,6 metros con un alcance de 171 metros.
- Mark 15: igual que el Mark 11 pero montado en la plataforma de un cañón antiaéreo Bofors de 40 mm cuádruple. El Mark 15 podía dispararse remotamente.